# سالواتوره آمیترانو
سالواتوره آمیترانو (انگلیسی: Salvatore Amitrano؛ زادهٔ ۳ دسامبر ۱۹۷۵) ورزشکار روئینگ اهل ایتالیا است.
وی در مسابقات کشوری و بین‌المللی در مجموع برندهٔ ۲ مدال طلا، ۱ مدال نقره، ۱ مدال برنز شده‌است.